# Henarsee
Der Henarsee ist ein in einer Mulde liegender Almtümpel im Toten Gebirge in der Steiermark, Österreich. Die Tiefe am Rand beträgt etwa 0,5 m, in der Mitte bis zu 2 m. Die Schlammauflage aus humosem und mineralischem Material ist 0,2–0,5 m mächtig. Im Wasser wächst viel Chara virgata und Haarblättrige Wasserhahnenfuß (Ranunculus trichophyllus), sowie auffallende Bestände von Cyanobakterien. Im Uferbereich ist die Braun-Segge (Carex nigra) dominant. Im See leben zahlreiche Bergmolche (Ichthyosaura alpestris).

## Geografie
Der See liegt auf 1691 m ü. A. unterhalb des Redenden Steins (1900 m) und 900 Meter östlich vom Albert-Appel-Haus des Österreichischen Touristenvereins. Der See liegt in einer flachen Mulde innerhalb der Hochfläche des Toten Gebirges, wird aus unterirdischen Zuflüssen gespeist und hat eine Länge von etwa 80 Metern in nord-südlicher Richtung bei einer Breite von maximal etwa 45 Metern. Die Fläche beträgt ca. 0,3 Hektar (2700 m²).
Die nächstgelegenen Gewässer sind der Wildensee, etwa 2,8 km im Nordwesten gelegen, sowie der etwa 3,5 km Richtung Südosten entfernte Dreibrüdersee.
Erst in etwa 4 km Entfernung vom See befinden sich die nächstgelegenen Fließgewässer, nämlich der zum Grundlsee fließende Zimitzbach im Süden, der Kolmkarbach im Nordosten und der Nesseltalbach im Norden, welche beide zum Almsee hin entwässern, sowie der zum Offensee fließende Rinnerbach. Der Henarsee ist ein (oberflächlich) abflussloser See und entwässert wie der Dreibrüdersee oder der Elmsee unterirdisch in das verzweigte Karstsystem des Toten Gebirges.

## Wege
Der Henarsee ist über einen etwa einstündigen Rundweg vom Albert-Appel-Haus zu erreichen. Vom Nordalpenweg (entspricht hier ebenso dem violetten Weg der Via Alpina und dem Europäischen Fernwanderweg E4 Alpin) führt der obere Seeweg nach Norden zum See. Über den unteren Seeweg gelangt man zurück zum Appelhaus.